# Reserva nacional de Salinas y Aguada Blanca
La Reserva Nacional de Salinas y Aguada Blanca. Está ubicada en los departamentos peruanos de Arequipa y Moquegua y tiene una superficie de 366.936 hectáreas.
La Reserva Nacional de Salinas y Aguada Blanca se ubica en territorios de las provincias arequipeñas de Arequipa, Caylloma, así como de General Sánchez Cerro, en la región Moquegua. extensión es de 366,936 hectáreas. La altitud promedio es de 4,300 metros sobre el nivel del mar.
La zona comprende varios volcanes y nevados como el Misti, el Pichu Pichu, el Chachani, el Tacune y el Ubinas, montañas y lagunas, entre ellas la laguna de Salinas. La laguna Salinas destaca por ser de agua salobre y estar rodeada de turberas y bofedales. Allí albergas variedades de flamenco. En la laguna del Indio-Dique de Los Españoles cuenta con población de Huallata (Chloephaga melanoptera) y Chorlo de campo (Oreopholus ruficollis). Ambos sitios declarados sitios Ramsar.
La reserva está situada a 110 km al este de la ciudad de Arequipa y cerca de los pueblos de Huito y Pucarillo. La zona cuenta con pequeños bosques andinos y praderas altoandinas, siendo las especies típicas la yareta, queñual, y tola, estos utilizadas como combustible y para el pastoreo. La zona también se practica la ganadería.
Hay una gran variedad de especies de aves y mamíferos: flamenco, parihuana, taruca, zorro andino (Lycalopex culpaeus), huanaco (Lama guanicoe) y vicuña.
El 28 de octubre de 2003 fue designado sitio Ramsar a los bofedales y la laguna de Salinas, y la laguna del Indio-Dique de los Españoles.

## Galería

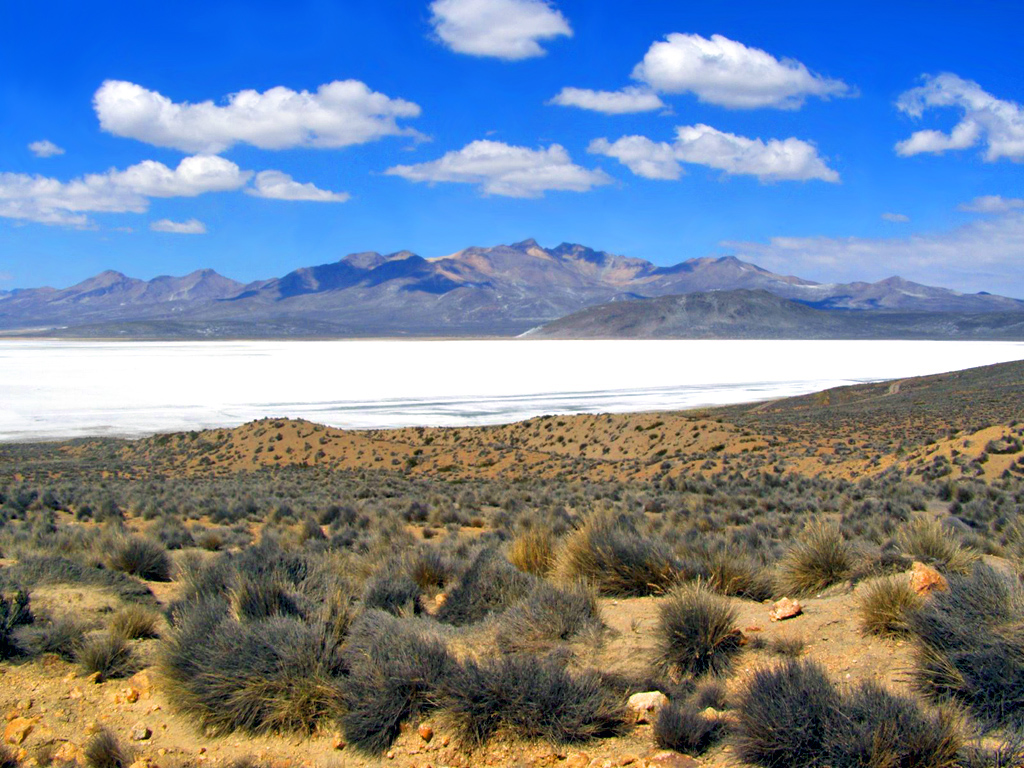
Salar Laguna Salinas
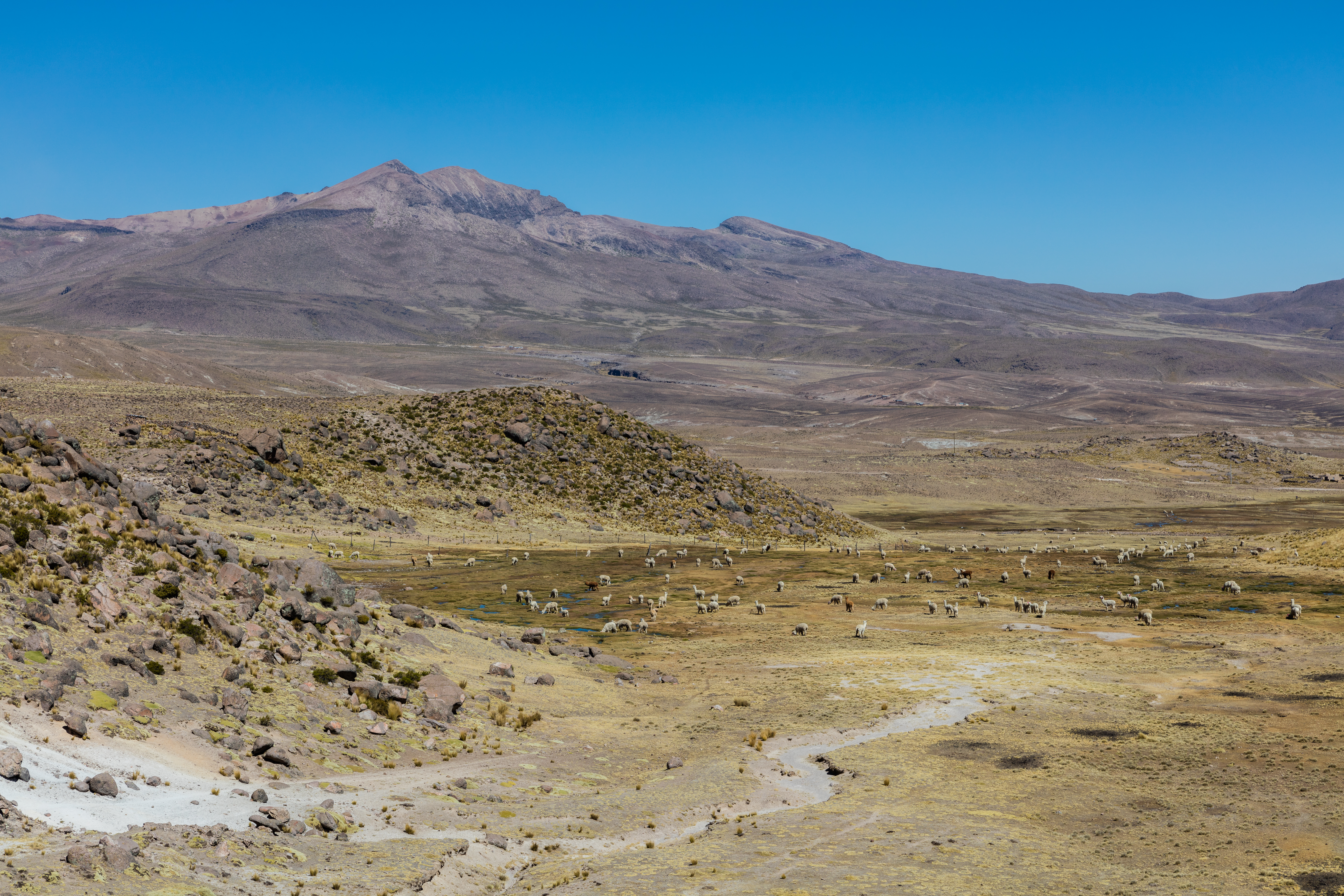
Vicuñas (Vicugna vicugna) en la reserva.
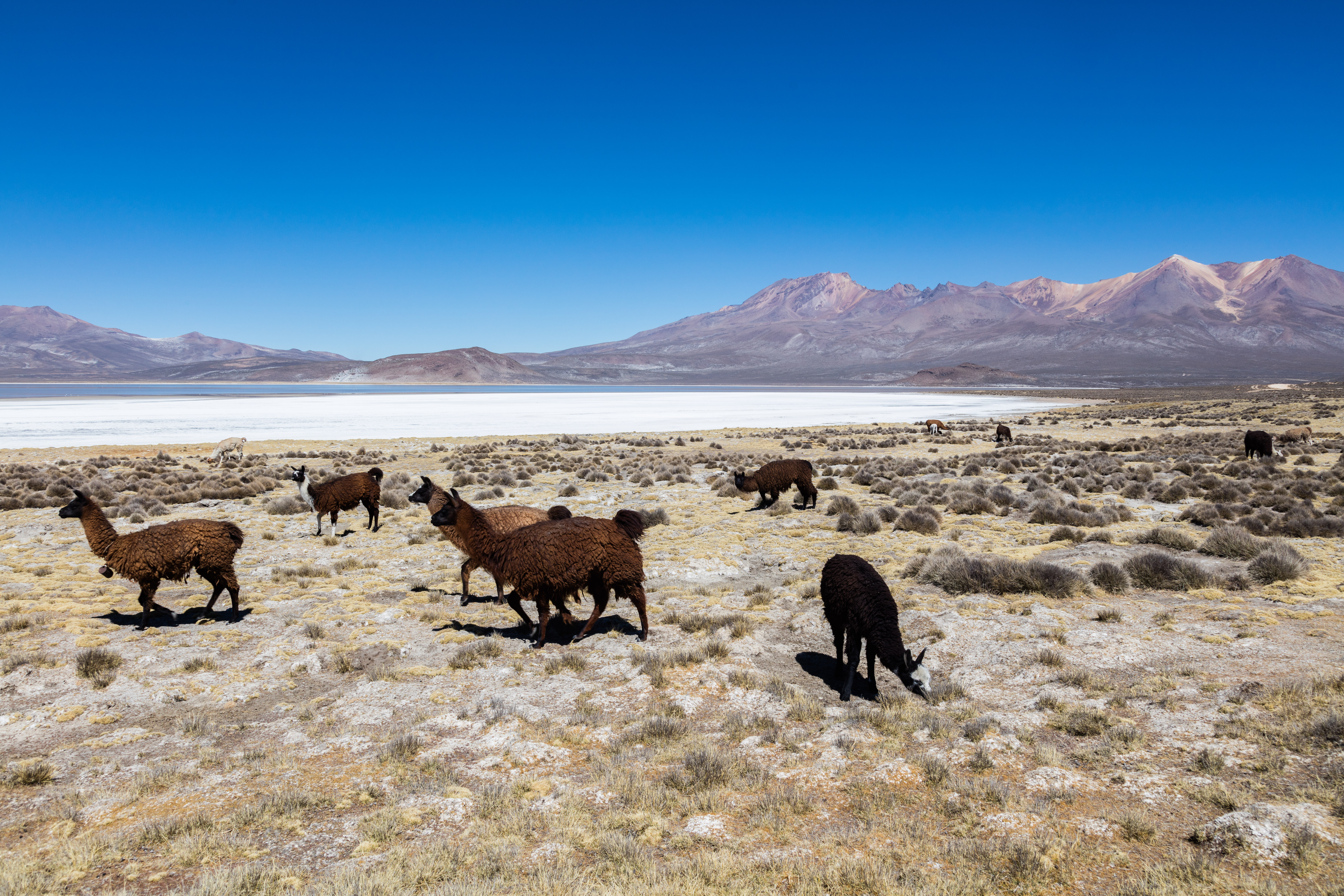
Vicuñas en la laguna de Salinas
Flamencos de James (Phoenicoparrus jamesi) en la laguna de Salinas.
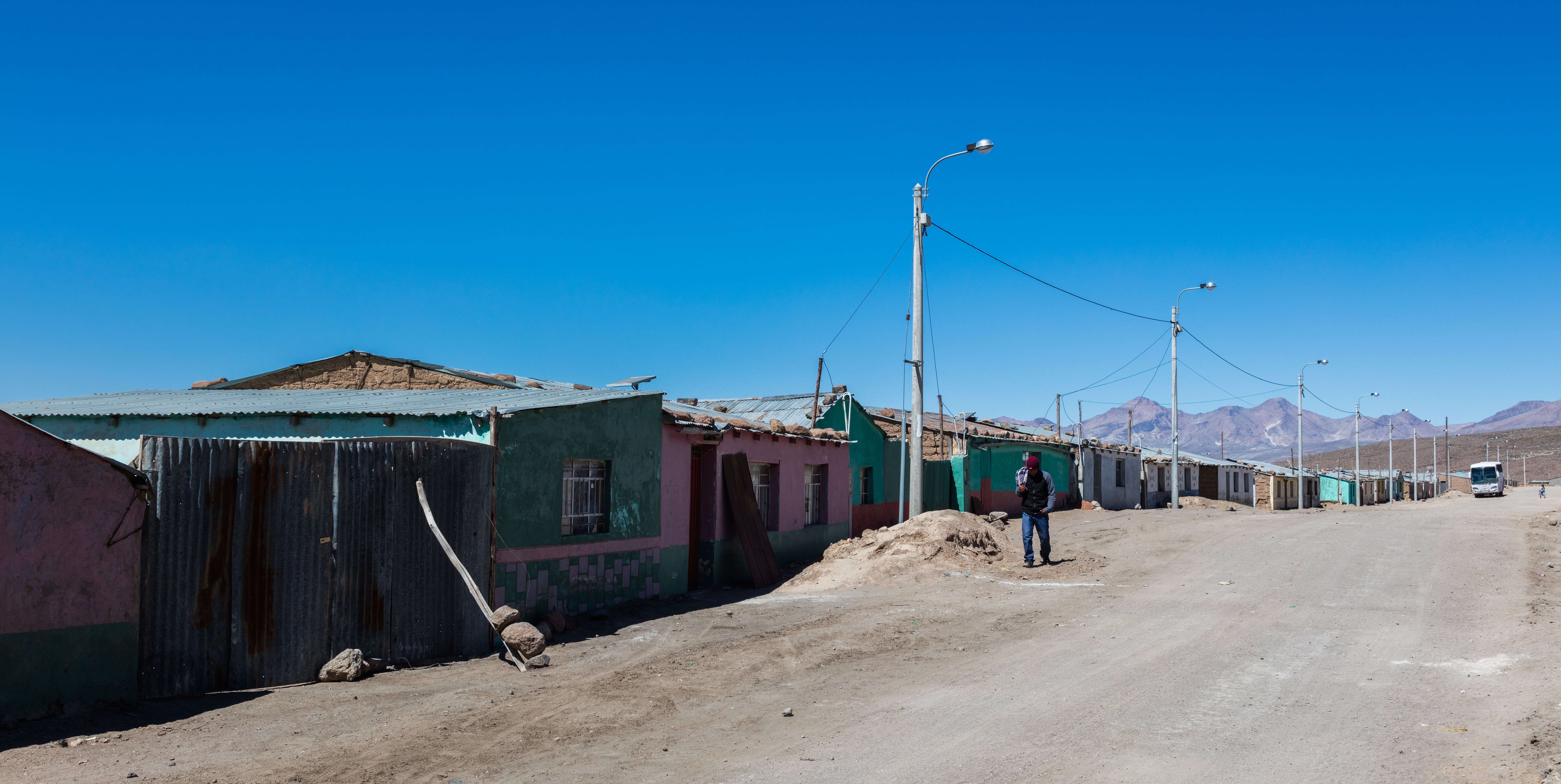
Población Salinas Huito.
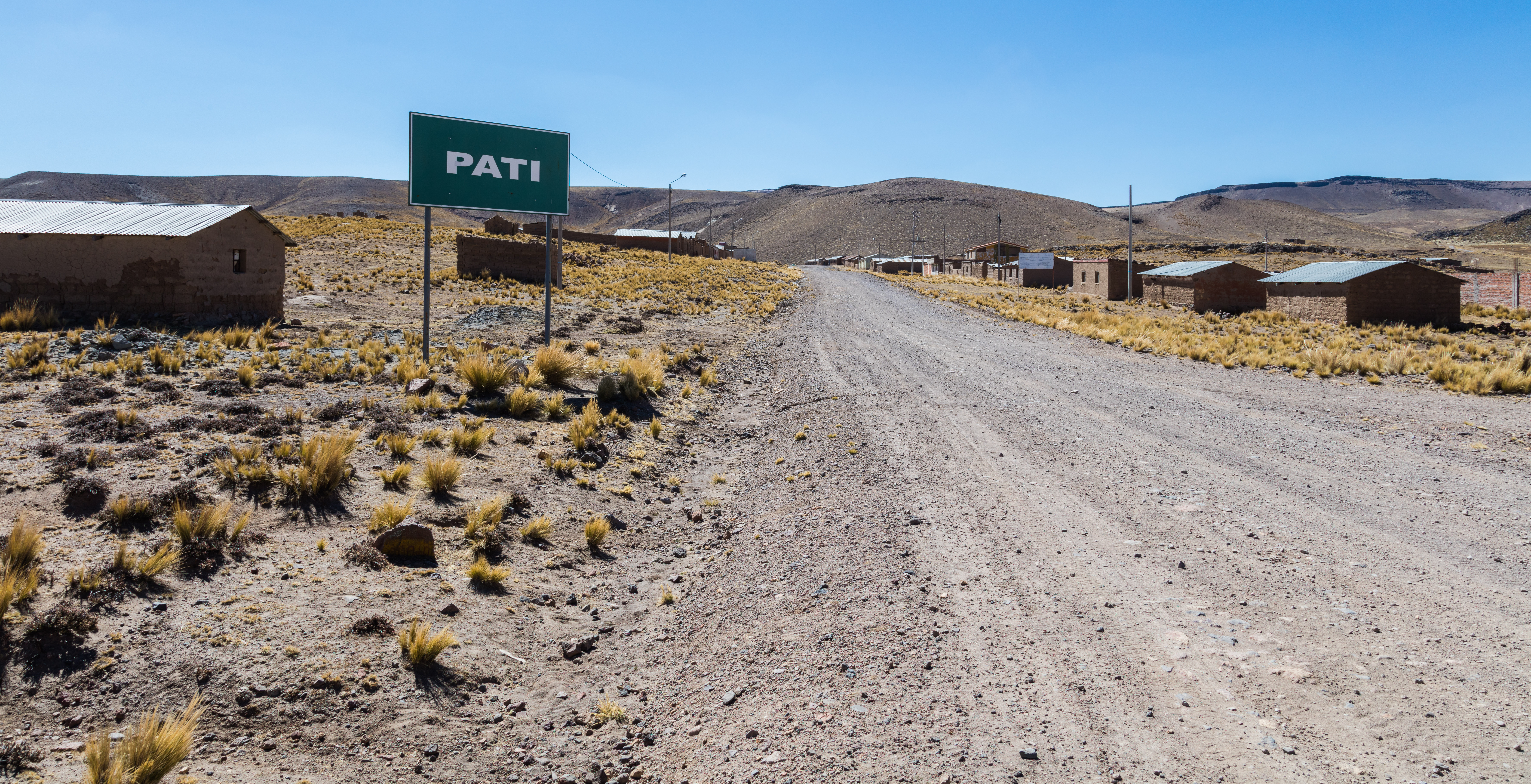
Población Pati.
Panorámica de 360º en la reserva.
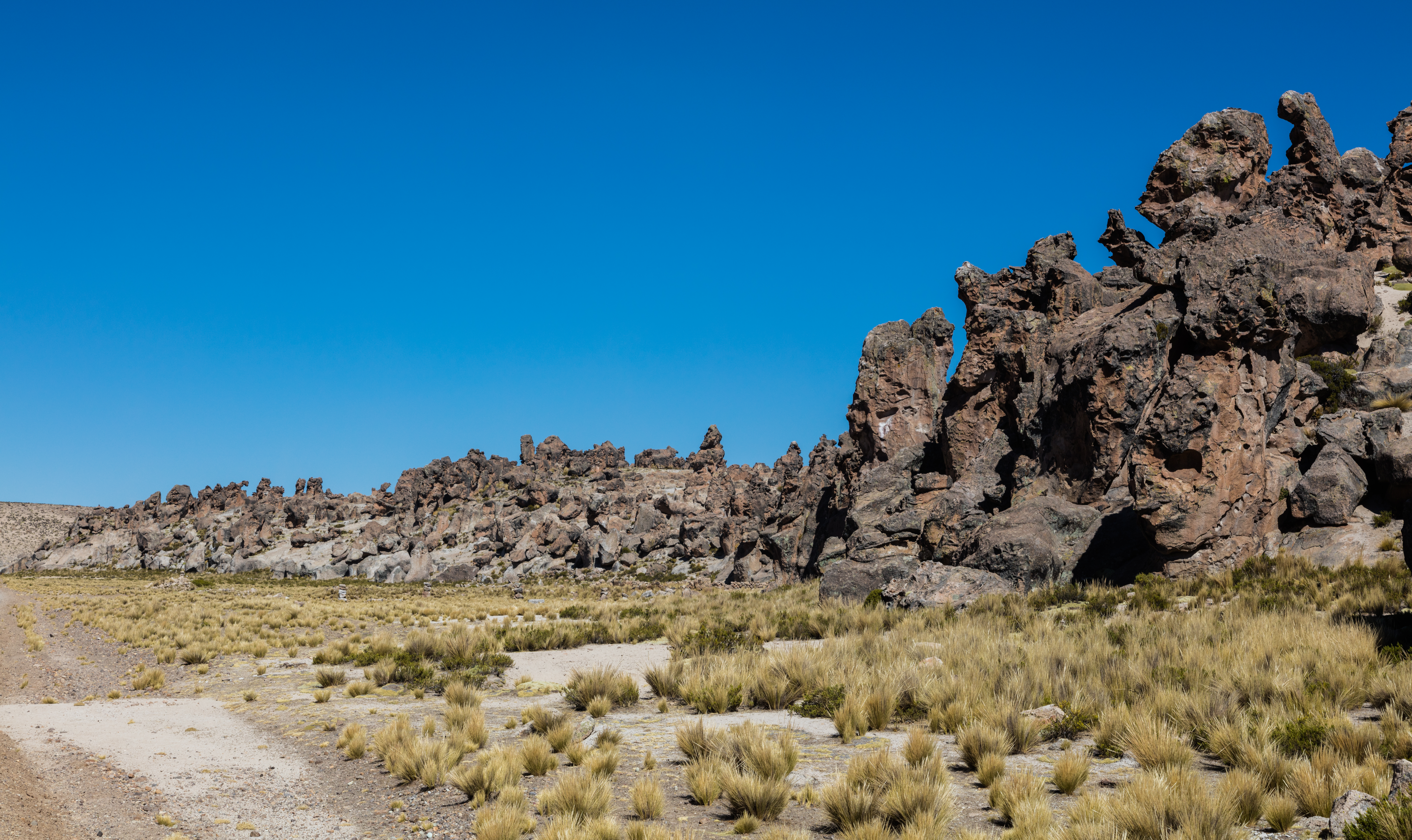
Formaciones rocosas.
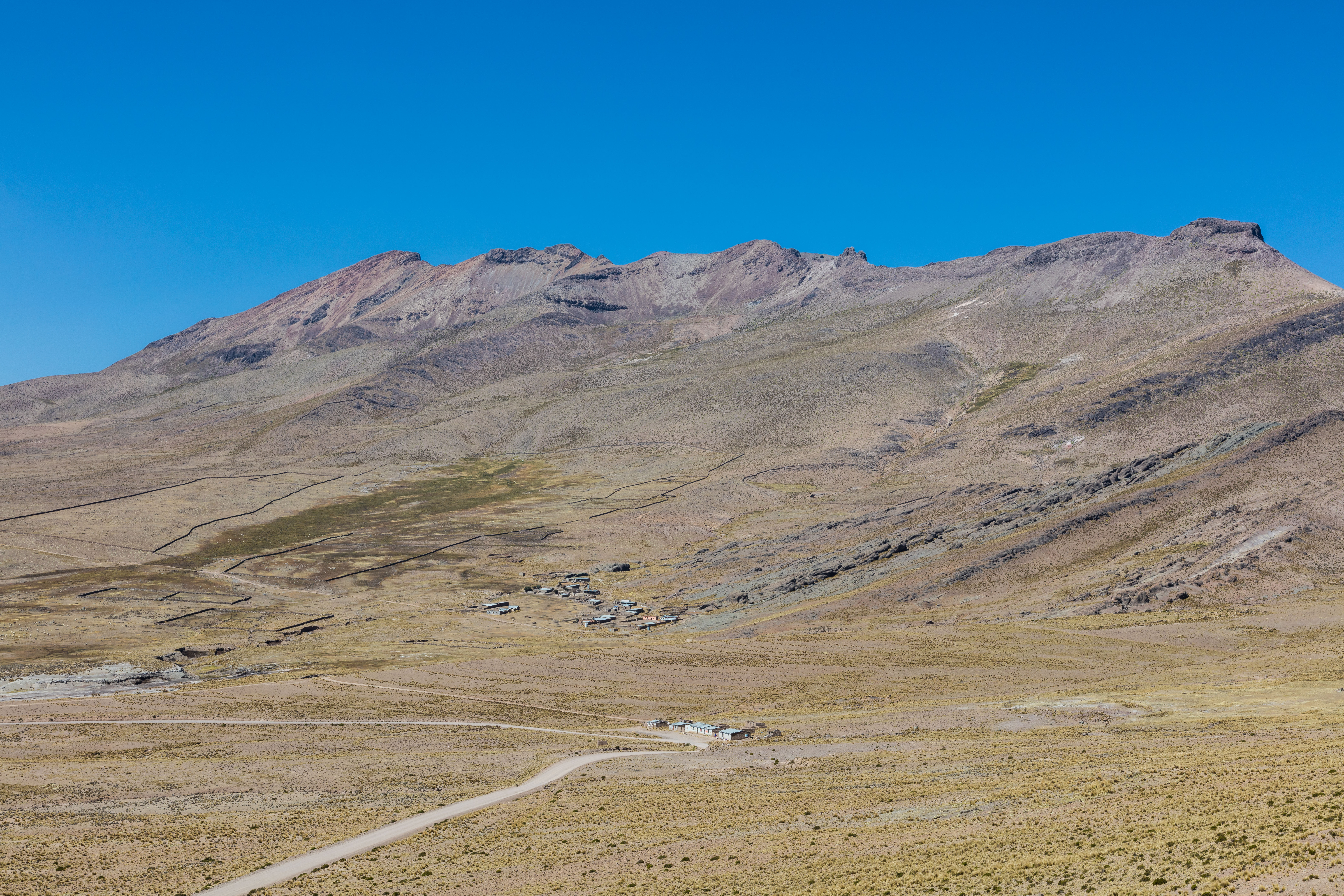
Paisaje en la reserva.